# Хробакоподібна саламандра
Хробакоподібна саламандра (Batrachoseps) — рід земноводних родини Безлегеневі саламандри ряду Хвостаті. Має 21 вид.

## Опис
Загальна довжина представників цього роду коливається від 4 до 13 см. Голова маленька. Тулуб витягнутий, довгий, стрункий на кшталт хробака. Кінцівки слабко розвинені. Хвіст доволі довгий. Забарвлення спини коричневе, чорне, сіре, оливкове різних відтінків, зазвичай темних. Черево та боки дещо світліші за спину.

## Спосіб життя
Полюбляють вологий ґрунт у лісистій місцині. Ховаються під камінням, у норах. Здатні зариватися у землю. Активні у присмерку або вночі. Живляться дрібними безхребетними.
Це яйцекладні земноводні. Самиці відкладають до 50 яєць.

## Розповсюдження
Мешкають у штатах США: Орегон й Каліфорнія, а також у Мексиці — штаті Баха-Каліфорнія.

## Види
- Batrachoseps altasierrae
- Batrachoseps attenuatus
- Batrachoseps bramei
- Batrachoseps campi
- Batrachoseps diabolicus
- Batrachoseps gabrieli
- Batrachoseps gavilanensis
- Batrachoseps gregarius
- Batrachoseps incognitus
- Batrachoseps kawia
- Batrachoseps luciae
- Batrachoseps major
- Batrachoseps minor
- Batrachoseps nigriventris
- Batrachoseps pacificus
- Batrachoseps regius
- Batrachoseps relictus
- Batrachoseps robustus
- Batrachoseps simatus
- Batrachoseps stebbinsi
- Batrachoseps wrighti